# A radiológia nemzetközi napja
A radiológia nemzetközi napja (International Day of Radiology (IDoR)) egy évente megrendezésre kerülő megemlékező nap, melynek célja, hogy bemutassa a modern képalkotó berendezések szerepét a modern orvoslásban. Az Európai Radiológiai Társaság (European Society of Radiology) (ESR)), az Észak-Amerikai Radiológiai Társaság (Radiological Society of North America (RSNA)) és az Amerikai Radiológiai Társaság (American College of Radiology (ACR)) kezdeményezésére először 2012-ben rendezték meg.

## Háttér
Wilhelm Conrad Röntgen 1895. november 8-án fedezte fel a később róla elnevezett röntgensugárzást. Röntgen halálának 100. évfordulóján 2011-ben Európai Radiológiai napot tartottak, s ennek sikerén felbuzdulva döntöttek úgy, hogy 2012-től évente ismétlődően ezt a megemlékezést kiterjesztik az egész világra.
Minden évben egy-egy fő témát határoznak meg, amellyel kapcsolatosan konferenciákat rendeznek:
| 2013 | A radiológia                                                |
| 2014 | A mammográfia                                               |
| 2015 | Az anya és az újszülött halálozásának esélyének csökkentése |
| 2016 | Radiológiai leletek és eltérések a Zika vírus hatása miatt  |

## Fordítás
Ez a szócikk részben vagy egészben  az   International Day of Radiology című angol Wikipédia-szócikk fordításán alapul.  Az eredeti cikk szerkesztőit annak laptörténete sorolja fel. Ez a jelzés csupán a megfogalmazás eredetét és a szerzői jogokat jelzi, nem szolgál a cikkben szereplő információk forrásmegjelöléseként.